# Уряд Люксембургу
Уряд Люксембургу — вищий орган виконавчої влади Люксембургу.

## Голова уряду
- Прем'єр-міністр — Ксав'є Бетель (англ. Xavier Bettel).
- Віце-прем'єр-міністр — Етьєн Шнайдер (англ. Etienne Schneider).

## Кабінет міністрів
Склад чинного уряду подано станом на 20 грудня 2016 року.
| Логотип | Міністерство                                                                        | Міністр                              | Фото | Час на посаді | Час на посаді | Партія | Партія | Вебсайт |
| ------- | ----------------------------------------------------------------------------------- | ------------------------------------ | ---- | ------------- | ------------- | ------ | ------ | ------- |
|         | Державний міністр                                                                   | Ксав'є Беттель (Xavier Bettel)       |      |               |               |        |        |         |
|         | Міністерство внутрішньої безпеки                                                    | Ет'єн Шнайдер (Etienne Schneider)    |      |               |               |        |        |         |
|         | Міністерство внутрішніх справ                                                       | Ден Керш (Dan Kersch)                |      |               |               |        |        |         |
|         | Міністерство державної служби                                                       | Ден Керш (Dan Kersch)                |      |               |               |        |        |         |
|         | Міністерство досліджень, вищої та професійної освіти                                | Клод Майш (Claude Meisch)            |      |               |               |        |        |         |
|         | Міністерство екології                                                               | Кароль Дайшбург (Carole Dieschbourg) |      |               |               |        |        |         |
|         | Міністерство економіки і зовнішньої торгівлі                                        | Ет'єн Шнайдер (Etienne Schneider)    |      |               |               |        |        |         |
|         | Міністерство житлово-комунального господарства                                      | Меггі Нагель (Maggy Nagel)           |      |               |               |        |        |         |
|         | Міністерство захисту споживачів                                                     | Фернанд Етген (Fernand Etgen)        |      |               |               |        |        |         |
|         | Міністерство зв'язку і медіа                                                        | Ксав'є Беттель (Xavier Bettel)       |      |               |               |        |        |         |
|         | Міністерство закордонних справ та імміграції                                        | Жан Ассельборн (Jean Asselborn)      |      |               |               |        |        |         |
|         | Міністерство зі зв'язків із парламентом                                             | Фернанд Етген (Fernand Etgen)        |      |               |               |        |        |         |
|         | Міністерство культури                                                               | Меггі Нагель (Maggy Nagel)           |      |               |               |        |        |         |
|         | Міністерство оборони                                                                | Ет'єн Шнайдер (Etienne Schneider)    |      |               |               |        |        |         |
|         | Міністерство освіти, дітей і молоді                                                 | Клод Майш (Claude Meisch)            |      |               |               |        |        |         |
|         | Міністерство охорони здоров'я і гендерної рівності                                  | Лідія Муч (Lydia Mutsch)             |      |               |               |        |        |         |
|         | Міністерство праці та зайнятості                                                    | Ніколас Шміт (Nicolas Schmit)        |      |               |               |        |        |         |
|         | Міністерство рівних можливостей                                                     | Лідія Муч (Lydia Mutsch)             |      |               |               |        |        |         |
|         | Міністерство спорту, гуманітарних питань і соціальної політики                      | Ромейн Шнайдер (Romain Schneider)    |      |               |               |        |        |         |
|         | Міністерство спрощення управління                                                   | Ден Керш (Dan Kersch)                |      |               |               |        |        |         |
|         | Міністерство сталого розвитку та інфраструктури                                     | Франсуа Бауш (Francois Bausch)       |      |               |               |        |        |         |
|         | Міністерство сільського господарства, виноградарства та розвитку сільських регіонів | Фернанд Етген (Fernand Etgen)        |      |               |               |        |        |         |
|         | Міністерство сім'ї та інтеграції                                                    | Корін Кахен (Corinne Cahen)          |      |               |               |        |        |         |
|         | Міністерство у справах релігії                                                      | Ксав'є Беттель (Xavier Bettel)       |      |               |               |        |        |         |
|         | Міністерство фінансів, скарбниці та бюджету                                         | П'єр Грамегна (Pierre Gramegna)      |      |               |               |        |        |         |
|         | Міністерство юстиції                                                                | Фелікс Браз (Felix Braz)             |      |               |               |        |        |         |